# Madhubala
Madhubala (hindi: मधुबाला, urdu: مدھوبالا, właściwie Mumtaz Jehan Dehlavi, ur. 14 lutego 1933 w Delhi, zm. 23 lutego 1969 w Bombaju) – indyjska aktorka czasów „złotej ery” Bollywood. Aktywna w latach 1942–1960. Wraz z Nargis i Meeną Kumari często postrzegana jako jedna z najbardziej wpływowych osobistości w historii Bollywood. Uważana również za jedną z najpiękniejszych aktorek w historii kina, nazywana „Wenus indyjskiego kina” i „pięknością z tragedią”.
Często porównywana z amerykańską aktorką Marilyn Monroe, Madhubala zyskała uznanie dzięki występom w takich filmach jak Mahal (1949), Amar (1954), Mr. & Mrs. '55 (1955), Chalti Ka Naam Gaadi (1958), Mughal-e-Azam (1960) i Barsaat Ki Raat (1960). Dzięki swej roli w Mughal-e-Azam zaczęła być postrzegana jako aktorka kultowa kina hindi. Jej ostatni film, Jwala, chociaż nakręcony w 1950 roku, został wydany ponad 20 lat później, w 1971 roku. Madhubala zmarła po długiej chorobie, w wieku 36 lat.

## Życiorys

### Młodość
Madhubala urodziła się jako Mumtaz Jehan Dehlavi 14 lutego 1933 roku w Delhi. Od dzieciństwa posługiwała się językiem paszto. Jej ojciec, Attaullah Khan, był Pasztunem z plemienia Yousafzai z Dystryktu Swabi z Północno-Zachodniej Prowincji Pogranicznej (ang. North Western Frontier Province, obecnie prowincja Chajber Pasztunchwa w Pakistanie). Jej matką była Ayesha Begum. Należała do ortodoksyjnej rodziny muzułmańskiej średniej klasy i była piątym z jedenaściorga dzieci. Attaullah Khan, po utracie pracy w Imperial Tobacco Company, przeniósł się do Delhi, a następnie do Bombaju. W pierwszym z tych miast urodziła się Madhubala, natomiast w Bombaju straciła piątkę swojego rodzeństwa. Eksplozja w dokach 14 kwietnia 1944 roku doszczętnie zniszczyła ich niewielki dom. Reszta rodziny zawdzięczała życie wybraniu się w tym czasie na filmowy seans w lokalnym kinie. Z pozostałymi sześcioma córkami na utrzymaniu, Khan wielokrotnie zabierał młodą Madhubalę do studiów filmowych w Bombaju w poszukiwaniu szansy na zarobek, która swoją pierwszą styczność z przemysłem filmowym zyskała w wieku 9 lat.

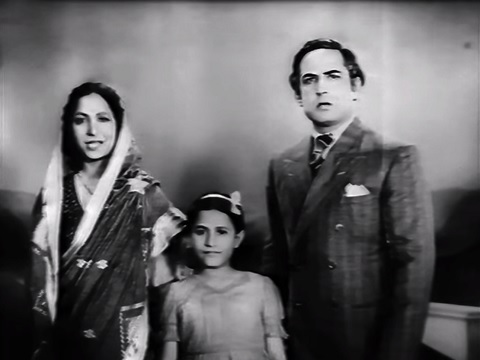
Madhubala jako dziecięca aktorka w Basant (1942)

### Początki kariery
Pierwszy film Madhubali, Basant (1942), okazał się kasowym sukcesem. Wcieliła się w rolę córki, podczas gdy matkę grała Mumtaz Shanti. Jako dziecięca aktorka zagrała w kilku filmach. Aktorka Devika Rani, która była pod wrażeniem jej gry i potencjału, doradziła jej przyjęcie pseudonimu artystycznego „Madhubala”. Pierwszą główną rolę otrzymała w wieku 14 lat, gdy obsadzoną ją, obok wówczas 22-letniego Raja Kapoora, w filmie Neel Kamal (1947). Była to zarazem ostatni produkcja, w której występowała pod nazwiskiem Mumtaz. Popularność zyskała w 1949 roku, kiedy została obsadzona w roli głównej w filmie Mahal – początkowo przeznaczonej dla dobrze znanej gwiazdy Suraiyi (za tę rolę Suraiya miała zainkasować 40 tys. rupii, a Madhubala tylko 7 tys.). Do tej roli została wybrana przez reżysera Kamala Amrohiego. Film uplasował się na trzecim miejscu w indyjskim box-office 1949 roku. Po sukcesie Mahal, Madhubala pojawiła się jeszcze w takich dochodowych produkcjach, jak: Dulari (1949), Beqasoor (1950), Tarana (1951) i Badal (1951).

### Zainteresowanie Hollywood
We wczesnych latach 50., gdy Madhubala była już jedną z najbardziej pożądanych aktorek w Indiach, zaczęła również wzbudzać zainteresowanie Hollywood. Pojawiła się w amerykańskim czasopiśmie Theatre Arts, gdzie, w wydaniu z sierpnia 1952 roku, została przedstawiona na dużej fotografii z podpisem: „Największa gwiazda na świecie – i nie jest w Beverly Hills” (ang. „The Biggest Star in the World – and she's not in Beverly Hills”). Artykuł przedstawił ogromną popularność Madhubali w Indiach. Spekulowano również o jej potencjalnym międzynarodowym sukcesie. Frank Capra, laureat Nagrody Akademii Filmowej, podczas wizyty w Bombaju w trakcie Indyjskiego Międzynarodowego Festiwalu Filmowego, był chętny zaoferować jej szansę w Hollywood, ale jej ojciec odmówił.

### Gwiazdorstwo
W latach 50. Madhubala była obsadzana w rolach głównych filmów różnych gatunków, produkowanych w tamtym czasie. Hanste Aansoo z 1950 roku był pierwszym w historii Bollywood filmem dla dorosłych (ocena nadana przez Central Board of Film Certification). Z tego powodu, wówczas 17-letnia Madhubala nie mogła obejrzeć własnego filmu. Była archetypem pięknej damy (fair lady) w filmie przygodowym Badal (1951) i pięknością bez zahamowań w Taranie (1951). Zagrała tradycyjny ideał kobiecości w Sangdil (1952) i rozpieszczoną dziedziczkę w satyrze Mr. & Mrs. '55 (1955). W 1956 roku występowała w dramatach kostiumowych jak Shirin-Farhad i Raj-Hath, zagrała również podwójną rolę w dramacie społecznym Kal Hamara Hai (1959). W połowie lat 50. jej filmy, w tym Amar (1954) Mehbooba Khana nie przyniósł oczekiwanych zysków. Jednakże Madhubala powróciła do formy w latach 1958–1960 grając w kilku wielkich produkcjach. Jedną z nich był Howrah Bridge, gdzie zagrała u boku Ashoka Kumara. W piosence do tego filmu Aaiye Meherebaan, która do dziś jest popularna w Indiach, Madhubala śpiewała z playbacku, a głos podkładała znana wokalistka Asha Bhosle. Później, po kilku kolejnych udanych produkcjach, w 1960 roku zagrała w swoim magnum opus – Mughal-e-Azam. To właśnie rolę kurtyzany Anarkali w tym filmie wielu uważa się za największe dzieło Madhubali. Była to najbardziej dochodowa produkcja w Indiach przez następne 15 lat. Za rolę Anarkali Madhubala została nominowana do Nagrody Filmfare, która ostatecznie trafiła jednak w ręce Biny Rai za rolę w filmie Ghunghat.

### Ostatnie lata życia i śmierć
Madhubala urodziła się z wrodzoną wadą serca, ubytkiem przegrody międzykomorowej, którą zdiagnozowano podczas kręcenia Bahut Din Huwe w 1954 roku. Do 1960 roku jej stan znacznie się pogorszył. Jej siostra wyjaśniała, że z powodu dolegliwości organizm aktorki produkował dodatkową krew, która wydostawała się nosem i jamą ustną. Gdy już gra aktorska nie była możliwa, Madhubala postanowiła zadebiutować w roli reżysera z filmem Farz aur Ishq, jednak do jego kręcenia nie doszło, ponieważ zmarła 23 lutego 1969, krótko po swych 36. urodzinach. Jej marmurowy nagrobek zawierał inskrypcje, w tym ajaty z Koranu i dedykacje. W 2010 roku w kontrowersyjny sposób grób Madhubali został usunięty.